# Cantó de Bòsnia Central
El cantó de Bòsnia Central és un dels 10 cantons de Bòsnia i Hercegovina. Es troba al centre del país, a l'oest de Sarajevo. La principal ciutat del cantó és Travnik.

## Municipis
El cantó és dividit en els municipis de Bugojno, Busovača, Dobretići, Donji Vakuf, Fojnica, Gornji Vakuf - Uskoplje, Jajce, Kiseljak, Kreševo, Novi Travnik, Travnik, Vitez.

## Dades demogràfiques de 1991
El cantó tenia aleshores 339,702 habitants, dels quals:	
- Bosnians: 146,608 o 43,2%
- Croats: 131,744 o 38,8%
- Serbis: 40,809 o 12,0%
- Iugoslaus: 13,803 o 4,1%
- Altres: 6,738 o 1,9%